# Выемково

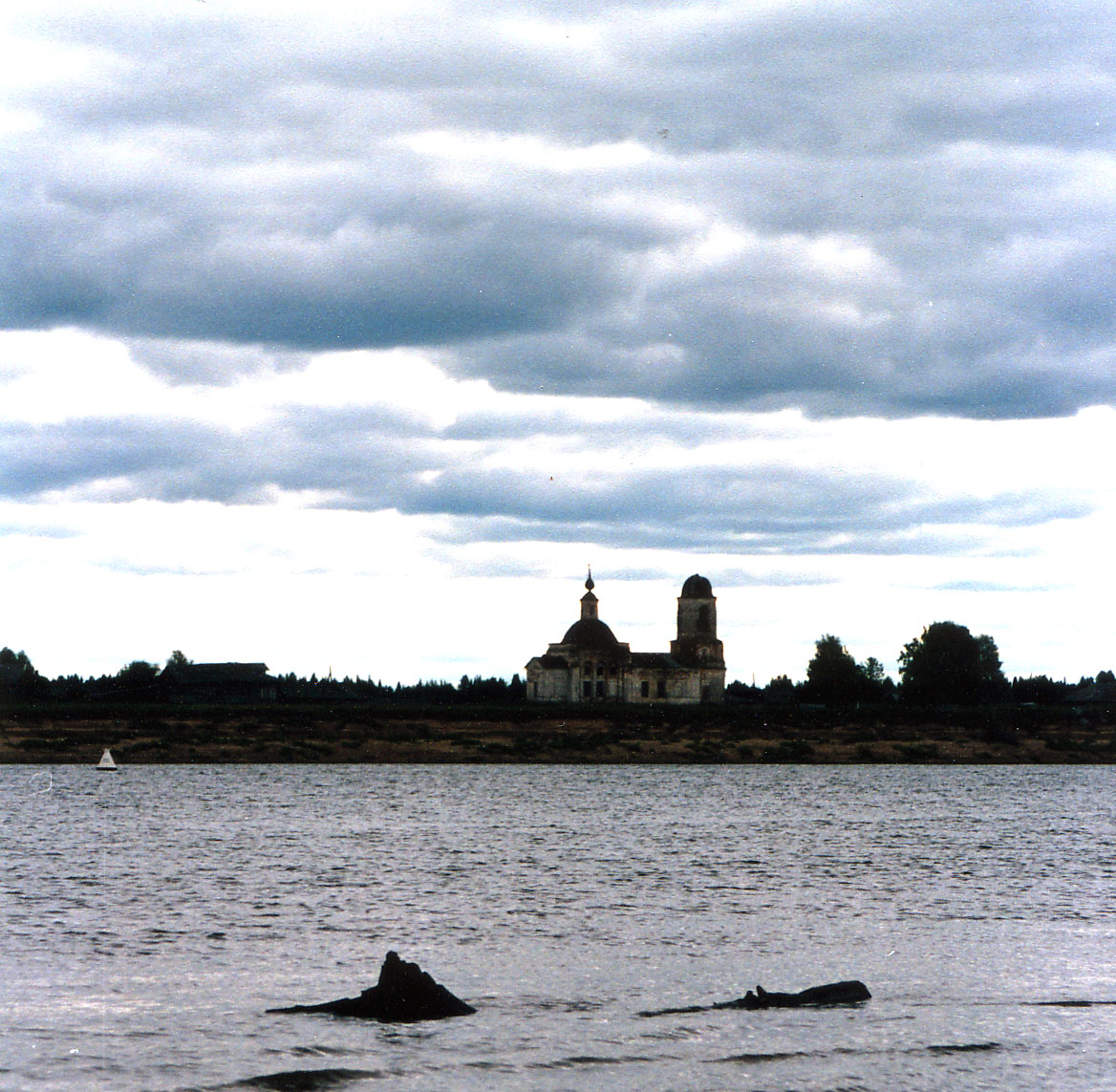
Вид на деревню с противоположного берега Вычегды

Вы́емково — деревня (до 1939 года — село) в Ленском районе Архангельской области. Входит в состав Сафроновского сельского поселения.

## География
Деревня расположена на левом берегу Вычегды, чуть выше по течению чем Яренск. На данный момент[уточнить] деревня практически исчезла, в ней живут несколько стариков. Электричества нет, но сохранилось проводное вещание.
Автомобильной дороги в деревню нет, необходимо переправляться через Вычегду. До железной дороги (расположенной на том же берегу) около 15 км по лесам через заболоченную долину реки Шиес. Раньше около населённого пункта делали остановку регулярные теплоходы типа «Заря».
В этих местах река Вычегда течёт среди глинисто-песчаных берегов и постоянно меняет своё русло, размывая их. С 50-х годов XX века река размыла (на местном наречии «сваляла») почти половину территории Выемково, подойдя вплотную к церкви и расположенному рядом кладбищу. В разговоре с местными жителями можно услышать, что «мой дом стоял вон там, где сейчас середина реки».
Озёра вокруг изобилуют рыбой, учёт пойманного обычно ведётся не штуками, а корзинами. Летом густо растёт трава, что делало очень эффективным мясо-молочное производство.

## История
По легенде, деревню в Яренском уезде основали два татарина, приехавшие в эти края на заработки. Одного звали Софа, другого Мурза. С тех пор половина деревни носила фамилию Софины (или Софьины), другая половина — Мурзины.
Частично эта легенда подтверждается данными переписи 1710 года, в списке жителей деревни Выямново (вероятно ошибочное написание названия Выямково) встречаются и Софьины, и Мырзины. С другой стороны, в документе 1586 года в списке жителей деревни Выямково упомянут только Сенька Мырза Мартемьянов, в документе 1608 года деревня названа Вымякова и в списке жителей содержится Сенька Мырза.
В этих краях никогда не было крепостного права, крестьяне жили достаточно (по тогдашним российским меркам) богато. Село окружают сосновые леса, дававшие строевую древесину с избытком.
Дом середняка делился вдоль своей оси на две симметричные половинки, каждая на своём фундаменте и со своими стенами. Когда фундамент (состоящий из поставленных на торец деревянных чурок) подгнивал, половину дома разбирали, строили на её месте новую такую же. В это время семья жила в оставшейся половине. Потом некоторое время жили одновременно в двух половинах — до следующего ремонта. Размер дома середняка составлял примерно 10 метров по фасаду на 15 метров в глубину — по общей крышей были и жилые, и служебные помещения, кроме ледника и бани, которые строились отдельно. Такая компоновка объясняется большим количеством снега, выпадавшего зимой.
Дом зажиточного крестьянина имел размеры около 15 метров по фасаду (7 окон) на 20 метров в глубину. Первый этаж был приподнят над землёй на полтора метра, под ним был обширный подвал-голбец, на втором этаже располагалась светлица. Особым шиком считалось иметь перед окном светлицы балкончик, таких домов в селе было всего 5.
Крестьяне и крестьянки села ходили на отхожие промыслы в Санкт-Петербург.
Днём села (днём народных гуляний, на которые приходили и жители окрестных сёл) в Выемково был Петров день.

### Советская власть
Колхоз был образован в 1930 году (по другим данным 8 марта 1932 года). Коллективизация больно ударила по экономике села. Если раньше каждый крестьянин имел как минимум одну корову, то теперь весь скот был согнан в один общий загон, где за ним не было нормального ухода. Через некоторое время высокие налоги на личное хозяйство привели к тому, что появилось понятие «владения одной ногой живой коровы». Это означало, что один день из четырёх корова питалась на данном подворье, и в этот день этот хозяин её доил, а на следующий день она шла на подворье к владельцу следующей ноги и так далее. Конечно, эффективность и продуктивность сельского хозяйства в селе резко упала, кто мог уезжал от голода к родственникам в города и более крупные сёла, где было чуть-чуть легче. С этого времени начинается упадок села.

## Население
| 2002 | 2010 | 2012 |
| ---- | ---- | ---- |
| 0    | ↗1   | →1   |

Население деревни, по данным Всероссийской переписи населения 2010 года, составляет 1 человек.

## Достопримечательности
В селе была кирпичная церковь Георгия Победоносца. Построена в 1831 году, освящена в 1840. До этого, как минимум с 1769 года, в селе существовала Выямковская Георгиевская церковь. 
Питерцы Лукьян и Михаил Софьины в дар церкви привезли большой медный колокол, двенадцать колоколов поменьше, серебряный крест и чашу.
В 1930-м году церковное имущество было передано общине, позднее церковь была закрыта и переделана под хозяйственные нужды колхоза. Большой колокол был разбит на куски, но утонул при переправе их через Вычегду .
В 1990 году была объявлена памятником истории и культуры местного значения. Входит в список памятников архитектуры.

## Этимология
Название происходит, вероятно, от большого количества маленьких озёр-стариц (выемок), разбросанных вокруг села.

## Интересные факты
- Дом-двор крестьянина Цыгарова был перевезён из Выемково в экспозицию государственного музея деревянного зодчества Русского Севера «Малые Корелы»[15][16].
- Прозвищем жителей села было «ерусалимцы»[17]

## Известные уроженцы
- Коктомов, Николай Петрович — советский дипломат.
- Коктомов, Пётр Николаевич — капитан I ранга и военно-морской цензор[18].
- Якимов, Александр Пантелеймонович — советский нефтяник, буровик, Герой соцтруда.